# Factory (ontwerppatroon)

Factory methode in UML.

In objectgeoriënteerde programmeertalen is het factory methode-ontwerppatroon een manier om objecten te instantiëren zonder exact vast hoeven te leggen van welke klasse deze objecten zullen zijn. In dit patroon wordt een methode gebruikt die door subklassen geïmplementeerd kan worden. De klasse van het object dat door die methode geïnstantieerd wordt, implementeert een bepaalde interface. Elk van de subklassen kan vervolgens bepalen van welke klasse een object wordt aangemaakt, zolang deze klasse maar die interface implementeert.
Het doel van dit ontwerppatroon is het vereenvoudigen van het onderhoud van het programma. Als er nieuwe subklassen nodig zijn dan hoeft men alleen een nieuwe factory methode te implementeren.
Factory methode is een creatiepatroon.

## Voorbeeld
Een voorbeeld van een factory methode in Java:
```
public
 
interface
 
Voertuig
 
{

	
public
 
void
 
rij
();

}

public
 
class
 
Auto
 
implements
 
Voertuig
 
{

	
public
 
void
 
rij
(){

		
System
.
out
.
println
(
"De auto rijdt."
);

	
}

}

public
 
class
 
Fiets
 
implements
 
Voertuig
 
{

	
public
 
void
 
rij
(){

		
System
.
out
.
println
(
"De fiets rijdt."
);

	
}

}

public
 
abstract
 
class
 
VoertuigFabriek
 
{

	
public
 
abstract
 
Voertuig
 
produceerVoertuig
();

}

public
 
class
 
AutoFabriek
 
extends
 
VoertuigFabriek
 
{

	
public
 
Voertuig
 
produceerVoertuig
()
 
{

		
return
 
new
 
Auto
();

	
}

}

public
 
class
 
FietsFabriek
 
extends
 
VoertuigFabriek
 
{

	
public
 
Voertuig
 
produceerVoertuig
()
 
{

		
return
 
new
 
Fiets
();

	
}

}

public
 
class
 
Programma
 
{

	
public
 
static
 
void
 
main
(
String
[]
 
args
)
 
{

		
VoertuigFabriek
 
voertuigFabriek
 
=
 
new
 
AutoFabriek
();

		
Voertuig
 
voertuig
 
=
 
voertuigFabriek
.
produceerVoertuig
();

		
voertuig
.
rij
();

		

		
voertuigFabriek
 
=
 
new
 
FietsFabriek
();

		
voertuig
 
=
 
voertuigFabriek
.
produceerVoertuig
();

		
voertuig
.
rij
();

	
}

}

```

De uitvoer van dit programma is:
```
De auto rijdt.
De fiets rijdt.

```

## Andere creatiepatronen
Patronen aangaande mechanismes om in programma's objecten aan te maken.
- Abstract factory — Laat een object maken waarvan slechts de basisklasse bekend hoeft te zijn.
- Builder — Lijkt op een abstract factory, maar levert andere producten dan objecten.
- Prototype — Het maken van objecten door objecten te kopiëren.
- Singleton — Een klasse heeft slechts één instantie.